# Золтан Кереки
Золтан Кереки (мађ. Kereki Zoltán; Кесег, 13. јул 1953) је мађарски фудбалер, репрезентативац, који је учествовао на Светском првенству 1978. где је Мађарска елиминисана у првом колу.

## Каријера

### Клуб
Његов матични клуб је био Кесег Тектилеш ШЕ. Одатле се са 18 година преселио у Керменд на две године. У Сомбатхељу је постао врхунски фудбалер Сомбатхељ Халадаша и репрезентативац Мађарске. Године 1979. његов тим је испао из НБ I и тада је прешао у [[ФК Залаегерсег|Залаегерсег], иако је у почетку желео да иде у Ујпешт Дожу. У ова два клуба наступио је на укупно 314 мечева у врху и постигао 50 голова. Каријеру је завршио у аустријском Вакер Инсбруку.

### Репрезентација
Између 1976. и 1980. у репрезентацији Мађарске наступио је 37 пута и постигао 7 голова. Био је члан тима на Светском првенству у Аргентини 1978.

## Достигнућа
- Куп Мађарске у фудбалу (MNK)
  - финалиста: 1974/75
- Бундеслига Аустрије у фудбалу
  - трећи: 1985/86.
- Мађарски фудбалер године: 1976